# Pandanus quadrifidus
Pandanus quadrifidus är en enhjärtbladig växtart som beskrevs av Benjamin Clemens Masterman Stone. Pandanus quadrifidus ingår i släktet Pandanus och familjen Pandanaceae. Inga underarter finns listade.